# Most Likely You Go Your Way (And I'll Go Mine)
«Most Likely You'll Go Your Way (And I'll Go Mine)» (en español, "Seguramente seguirás tu camino (y yo el mío)") es una canción compuesta por el cantante estadounidense Bob Dylan. Fue incluida en el álbum Blonde on Blonde, editado el 16 de mayo de 1966.
Dylan publicó la canción como un sencillo dos veces durante su carrera, una vez en 1974, entrando en el puesto #66 en los charts estadounidenses, y nuevamente en 2007, entrando en el puesto #51 en el Reino Unido.

## Grabación
Grabada en los estudios Music Row de Columbia en Nashville, Tennessee, el 9 de marzo de 1966, destacando a músicos estudio veteranos de Nashville Wayne Moss, Charlie McCoy, Kenneth A. Buttrey, Hargus "Pig" Robbins, Jerry Kennedy, Joe South, Bill Aikins y Henry Strzelecki, junto con Robbie Robertson. Prevalente en la grabación son la trompeta, el piano, guitarra, acordeón, guitarra, batería y órgano electrónico.